# Maroochydore
Maroochydore est une zone urbaine australienne située dans la zone d'administration locale de la Sunshine Coast, au Queensland.    

## Géographie
Maroochydore est située à l'embouchure de la Maroochy dans l'océan Pacifique, à 100 km au nord de Brisbane.

## Histoire

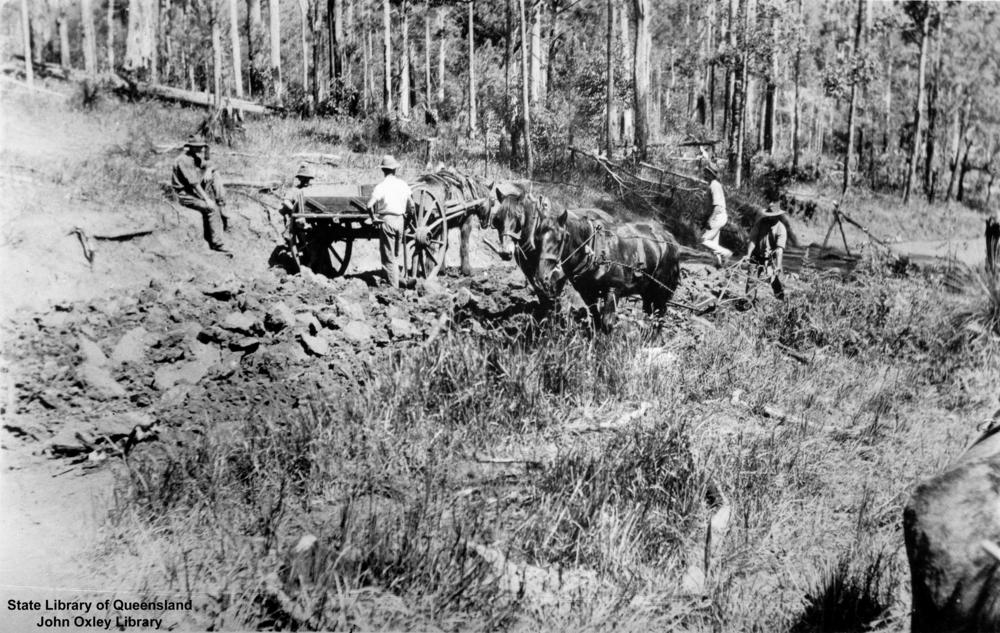
Construction de la route principale de maroochydore, vers 1925.

Le nom de la ville est d'origine aborigène et signifie « bec rouge » par référence aux nombreux cygnes noirs présents dans la région.

## Démographie
| 2011   | 2016   | 2021   |
| ------ | ------ | ------ |
| 14 445 | 16 800 | 20 629 |